# Schirling-kúria
A szilkeréki Schirling-kúria műemlék épület Romániában, Kolozs megyében. A romániai műemlékek jegyzékében a CJ-II-m-B-07578 sorszámon szerepel.